# Privilegium de non appellando
Privilegium de non appelando (iz latinskega privilegium, privilegij in appelare, klicati, slovensko apelacijski privilegij) je bil privilegij, ki ga je lahko  podelil cesar Svetega rimskega cesarstva nekemu deželnemu gospostvu. Z njim je omejil pravico podložnikov dežele, da se na sklepe deželnih sodišč pritožijo na eno od cesarskih vrhovnih sodišč - Cesarsko komorno sodišče (Reichskammergericht) ali Cesarski dvorni svet (Reichshofrat). Privilegij je bil lahko omejen (limitatum) ali neomejen (illimitatum). Če je bil neomejen, je bilo najvišje deželno sodišče hkrati najvišja sodna instanca v deželi.
Ta privilegij so deželni stanovi zelo cenili, ker je pomenil prestiž in pospešil integracijo deželne uprave, ker  je deželno  sodstvo ločil od preostalega cesarstva. Med 16. in 18. stoletjem so privilegij prejele tako rekoč vse večje dežele in skoraj vse habsburške dežele.
Tudi neomejen privilegij pravzaprav ni bil absoluten in ni veljal, če subjekt na primer ni dobil pravice do sodnega varstva  (Rechtsverweigerung) ali če je deželni vladar zavrnil izvršitev sodne odločbe (Rechtsverzögerung). V takšnih primerih je se je subjekt lahko obrnil na cesarsko sodišče.